# Brevipalpus cercidium
Brevipalpus cercidium är en spindeldjursart som beskrevs av Baker, Tuttle och Abbatiello 1975. Brevipalpus cercidium ingår i släktet Brevipalpus och familjen Tenuipalpidae. Inga underarter finns listade.